# Visági fatemplom
A visági fatemplom műemlékké nyilvánított épület Romániában, Kolozs megyében. A romániai műemlékek jegyzékében a  CJ-II-m-B-07810 sorszámon szerepel.